# Yếm

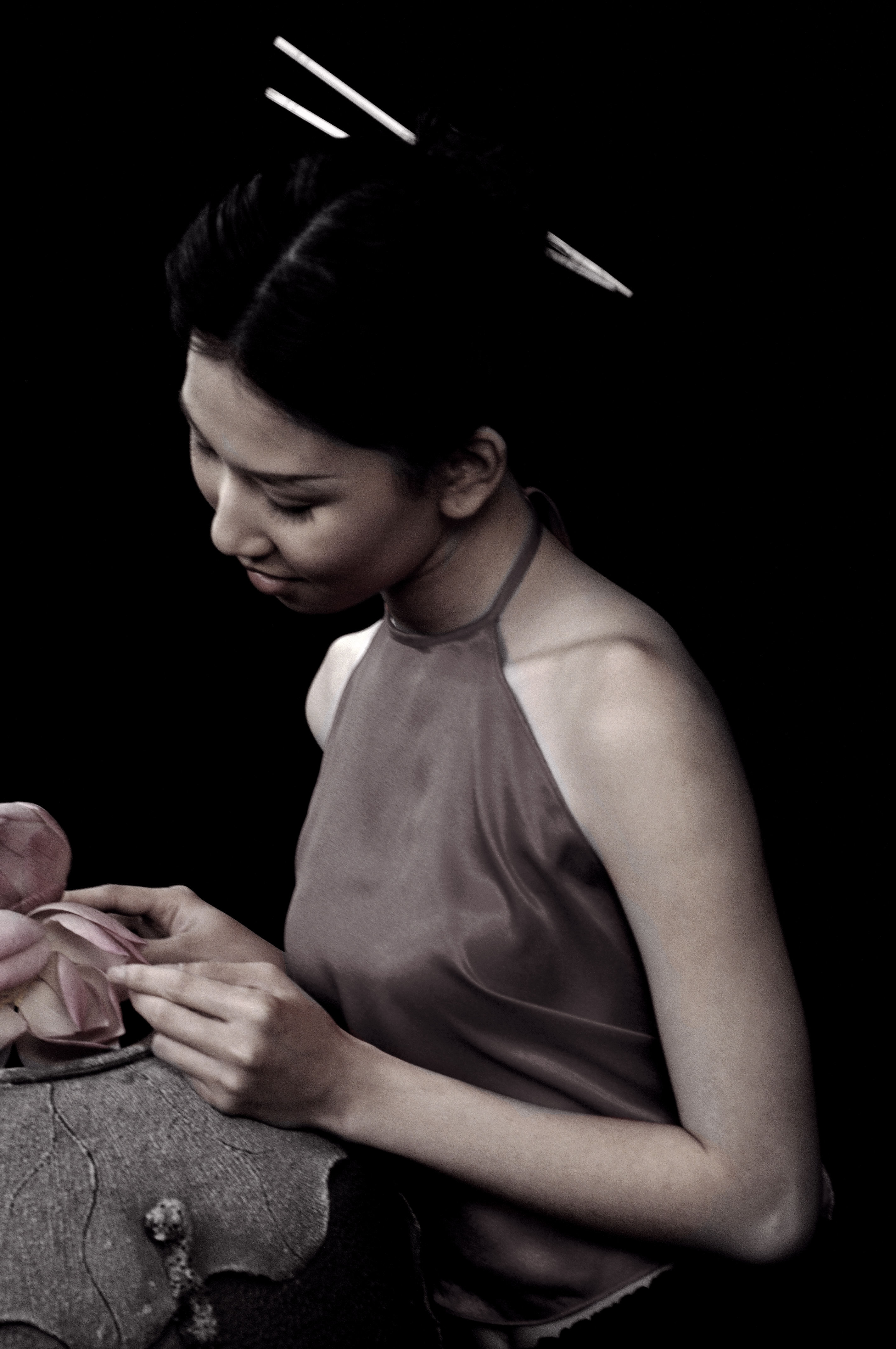
Una giovane vietnamita con indosso il tradizionale yếm.

Lo yếm è un tradizionale capo di abbigliamento vietnamita, consistente in una specie di corpetto, usato principalmente come capo di biancheria intima femminile.
Lo yếm è un pezzo di stoffa a forma di diamante indossato sul busto, e legato dietro la nuca e sulla base inferiore della schiena.
Le sue origini sono incerte, benché un simile capo, chiamato dù dōu (肚兜) già era conosciuto in Cina. Lo yếm ha è sempre stato parte essenziale del áo tứ thân, abito tradizionale delle donne vietnamite. A differenza di altri abiti tradizionali vietnamiti che sottolineavano l'appartenenza ad una classe sociale dell'indossatore, lo yếm faceva parte del guardaroba delle donne di qualunque classe sociale, dalle nobildonne alle contadine.
Attualmente si fa riferimento ad esso con il nome "áo yếm", ma l'indumento tradizionale era chiamato semplicemente "yếm". Con la contaminazione asiatica da parte della cultura occidentale, il tradizionale yếm fu sostituito progressivamente dal reggiseno. In tempi recenti tuttavia, l'áo yếm è stato adottato da numerose giovani vietnamite, per via della sua somiglianza ad un moderno top.